# NGC 7554
NGC 7554 é uma galáxia elíptica (E) localizada na direcção da constelação de Pisces. Possui uma declinação de -02° 22' 41" e uma ascensão recta de 23 horas, 15 minutos e 41,3 segundos.
A galáxia NGC 7554 foi descoberta em 3 de Agosto de 1864 por Albert Marth.